# Det bortglömda
Det bortglömda utkom 2003 och är artisten Ken Rings femte album. Ett samlingsalbum med en del osläppta låtar och remastrade versioner av tidigare släppta låtar.

## Spårlista
| Spår | Låt Titel              | Producent/er           | Medverkande Gäst/er       | Tid   |
| ---- | ---------------------- | ---------------------- | ------------------------- | ----- |
| 1    | Tillbaka Ut Nu         |                        |                           | 04:18 |
| 2    | Alkoholismen           |                        |                           | 04:00 |
| 3    | Flashback Från Häktet? | Fintelligens           |                           | 04:02 |
| 4    | Rättvisan              | Fintelligens           |                           | 04:04 |
| 5    | Är Ni Med              |                        |                           | 03:22 |
| 6    | Hon Tog Mitt Liv       |                        |                           | 04:16 |
| 7    | Akta Dig För Polisen   |                        | Kaliffa, Rastegar & Sam-E | 03:30 |
| 8    | Bara Gud Vet           |                        | Joel & Sam-E              | 04:59 |
| 9    | Skit I Det             |                        | Ayo                       | 03:56 |
| 10   | Jag Glömmer Aldrig     |                        |                           | 04:52 |
| 11   | En Dag                 | Collén & Webb          |                           | 03:53 |
| 12   | Ljuset För Er          | Ken Ring & Rune Rotter | Levent                    | 03:58 |
| 13   | Vi Sa Till Dig         |                        | Kaliffa, Joel & Danne B   | 03:30 |
| 14   | Sista Dansen           | Soblue                 |                           | 03:19 |
| 15   | Verklighetens Öga      | Ken Ring & Rune Rotter |                           | 04:06 |
| 16   | När Du Somnat In       |                        | Joel                      | 04:06 |
| 17   | Vet Hur Det Är         | Soblue                 | Pappa & Alladin           | 03:54 |
| 18   | BB För Evigt           |                        |                           | 03:31 |
| 19   | Nothing                | Tommy Tee              | Swift & Proof från D12    | 04:06 |